# Асерховское сельское поселение
Асерховское сельское поселение — муниципальное образование в Собинском районе Владимирской области.
Административный центр — посёлок Асерхово.

## География
Территория поселения расположена в юго-восточной части района.

## История
Постановлением Владимирского облисполкома №1 от 03.01 1969 образован Асерховский сельсовет, в который были включены пос. Асерхово Вышмановского сельсовета и пос. Новособинского торфоучастка Березниковского сельсовета.
Асерховское сельское поселение образовано 6 мая 2005 года в соответствии с Законом Владимирской области от 06.05.2005 № 38-ОЗ. В его состав вошли территории бывших Асерховского и Вышмановского сельсоветов.

## Население
| 2010  | 2011  | 2012  | 2013  | 2014  | 2015  | 2016  | 2017  | 2018  |
| ----- | ----- | ----- | ----- | ----- | ----- | ----- | ----- | ----- |
| 1459  | ↘1452 | ↘1413 | ↘1379 | ↘1360 | ↘1339 | ↘1302 | ↘1263 | ↘1219 |
| 2019  | 2020  | 2021  |       |       |       |       |       |       |
| ↘1181 | ↗1200 | ↗1553 |       |       |       |       |       |       |

## Состав сельского поселения
В состав поселения входит 31 населённый пункт:
| №  | Населённый пункт | Тип населённого пункта          | Население |
| -- | ---------------- | ------------------------------- | --------- |
| 1  | Алфёрово         | деревня                         | ↗1        |
| 2  | Арбузово         | село                            | ↗214      |
| 3  | Артюшино         | деревня                         | ↗22       |
| 4  | Асерхово         | посёлок, административный центр | ↘740      |
| 5  | Боковино         | деревня                         | ↗7        |
| 6  | Болгары          | деревня                         | ↘5        |
| 7  | Братилово        | деревня                         | ↗18       |
| 8  | Буланово         | деревня                         | ↗23       |
| 9  | Вал              | деревня                         | ↗22       |
| 10 | Вошилово         | деревня                         | ↘4        |
| 11 | Вышманово        | деревня                         | ↘319      |
| 12 | Запрудье         | деревня                         | ↗19       |
| 13 | Зубово           | деревня                         | ↘2        |
| 14 | Кадыево          | деревня                         | ↗15       |
| 15 | Карпово          | деревня                         | ↘0        |
| 16 | Колокольница     | деревня                         | ↗23       |
| 17 | Корчагино        | деревня                         | ↗6        |
| 18 | Костино          | деревня                         | ↗5        |
| 19 | Лазарево         | деревня                         | ↗1        |
| 20 | Литовка          | деревня                         | →5        |
| 21 | Лопухино         | деревня                         | ↗3        |
| 22 | Мещёра           | деревня                         | ↗10       |
| 23 | Михеево          | деревня                         | ↗21       |
| 24 | Мосягино         | деревня                         | →6        |
| 25 | Никулино         | деревня                         | ↘3        |
| 26 | Пушнино          | деревня                         | ↘6        |
| 27 | Ремни            | деревня                         | ↗8        |
| 28 | Рылово           | деревня                         | ↗7        |
| 29 | Танковижа        | деревня                         | ↗8        |
| 30 | Федурново        | деревня                         | ↗25       |
| 31 | Фролиха          | деревня                         | ↗5        |